# Владимир Иванов (лекоатлет)
 Тази статия е за българския лекоатлет Владимир Иванов.  За футболиста и треньор по футбол със същото име вижте Владимир Иванов (футболист).  
Владимир Василев Иванов (23 април 1955 – 26 ноември 2020) е български лекоатлет, неколкократен шампион на балкански и национални първенства по бягане на 200 м, участник на европейски и олимпийски състезания. Поставя три национални рекорда на България в бягането на 200 м – 20.86 и 20.78 секунди през 1976 г., и 20.74 секунди през 1978 г., което го нарежда сред най-бързите българи в историята на леката атлетика.
Роден е на 23 април 1955 г. в София. Умира на 26 ноември 2020 след усложнения, предизвикани от Covid-19.

## Лекоатлетическа кариера
Дълги години е състезател на Спортен клуб „Славия“. През 1975 г. става национален шампион на България в бягането на 100 м на открито с резултат 10.67, две последователни години печели националните първенства на 200 м на открито – през 1979 и 1980 г., съответно с резултати 20.75 и 21.09 секунди, а през 1980 г. става и национален шампион на 400 м в зала с резултат 48.32. През През 1978 г. бяга на финала на Европейското първенство по лека атлетика в Прага, класирайки се на осмо място с 20.92 секунди. На 9 септември 1979 година постига резултат от 20.72 секунди на турнир в Мексико. Състезава се на 400 м. на Европейския атлетически шампионат в зала през 1980. Същата година участва заедно с Петър Петров, Ивайло Караньотов и Павел Павлов на финала в мъжката щафета на 4 x 100 м на Летните олимпийските игри в Москва, където българският отбор завършва на шесто място с резултат от 38.99 секунди – най-доброто българско постижение в дисциплината повече от 40 години. На същата олимпиада Иванов се състезава в индивидуалното бягане на 200 м., където достига до четвъртфинала.
Владимир Иванов е балкански шампион на 200 м в зала през 1978 в Солун (20.89 с), през 1979 в Атина (20.76 с) и през 1982 г. в Букурещ (20.98 с).
След края на атлетическата си кариера Владимир Иванов работи като учител.

## Семейство
Женен е за българската спринтьорка Лиляна Панайотова, от която има две дъщери – Нора Иванова и Весела Иванова. Дъщеря му Нора Иванова също е известна българска лекоатлетка.